# هری لین (بازیکن فوتبال، زاده ۱۸۹۴)
هری لین (انگلیسی: Harry Lane؛ زادهٔ ۲۳ اکتبر ۱۸۹۴) بازیکن فوتبال است.
از باشگاه‌هایی که در آن بازی کرده‌است می‌توان به باشگاه فوتبال چارلتون اتلتیک اشاره کرد.